# EuroEyes Cyclassics 2017
Die 22. EuroEyes Cyclassics 2017 war ein deutsches Straßenradrennen. Das Eintagesrennen fand am Sonntag, den 20. August 2017, statt. Dieses Radrennen startete und endete in Hamburg mit einer Länge von 220,9 km. Zudem gehörte es zur UCI WorldTour 2017 und war dort das von 30. insgesamt 38 Rennen dieser Serie. Sieger wurde Elia Viviani aus Italien vom Team Sky.

## Rennverlauf
Auf dem Weg in Richtung Heide/Niedersachsen konnten sich nach 80 gefahrenen Kilometern Kamil Małecki (Polen/CCC) und Nikolai Trussow (Russland/Gazprom-RusVelo) im strömenden Regen vom Peloton absetzen. Bis 60 Kilometer vor dem Ziel, in der ersten und drei Überquerungen des Waseberg in Blankenese, wurden die Ausreißer wieder gestellt. Mittlerweile hatte der Regen aufgehört. Wenige Kilometer nach der Einholung des Duos setzten sich Silvan Dillier (Schweiz/BMC), Jonas Koch (Deutschland/CCC) und Truls Engen Korsæth (Norwegen/Astana) vom Feld ab. Das Unterfangen des Trios war 15 Kilometer vor dem Ziel, bei der letzten Überquerung des Wasebergs, beendet. Anschließend konnte sich eine 21 Mann starke Gruppe u. a. mit André Greipel (Deutschland/Lotto Soudal), Jasha Sütterlin (Deutschland/Movistar), Sonny Colbrelli (Italien/Bahrain), Edvald Boasson Hagen (Norwegen/Dimension Data) und Alexander Kristoff (Norwegen/Katusha) ab. Die Gruppe wurde 5,5 Kilometer vor dem Ziel wieder eingeholt und es kam zum erwarteten Massensprint in der Mönckebergstraße. Diesen Sprint entschied der Italiener Elia Viviani (Sky) vor dem Sieger von 2012, dem Franzosen Arnaud Démare (FDJ), für sich.

## Teilnehmende Mannschaften
| WorldTeams (18)- AG2R La Mondiale - Astana - Bahrain-Merida - BMC Racing Team - Bora-Hansgrohe - Cannondale-Drapac - Dimension Data - FDJ - Katusha-Alpecin - Lotto-Soudal - Lotto NL-Jumbo - Movistar Team - Orica-Scott - Quick-Step Floors - Sky - Team Sunweb - Trek-Segafredo - UAE Team Emirates Professional Continental Teams (3)- CCC Sprandi Polkowice - Cofidis, Solutions Crédits - Gazprom-RusVelo |
| |

## Rennergebnis
| \| Gesamtwertung \| Gesamtwertung \| Gesamtwertung \| Gesamtwertung \| Gesamtwertung \| \| Fahrer \| Fahrer \| Land \| Team \| Zeit \| \| ------------- \| --------------------------- \| ------------- \| -------------------------- \| --------------- \| \| 1. \| Elia Viviani \| Italien \| Team Sky \| 5 h 15 min 51 s \| \| 2. \| Arnaud Démare \| Frankreich \| FDJ \| + 0 s \| \| 3. \| Dylan Groenewegen \| Niederlande \| LottoNL-Jumbo \| + 0 s \| \| 4. \| Alexander Kristoff \| Norwegen \| Katusha-Alpecin \| + 0 s \| \| 5. \| André Greipel \| Deutschland \| Lotto-Soudal \| + 0 s \| \| 6. \| Maximiliano Richeze \| Argentinien \| Quick-Step Floors \| + 0 s \| \| 7. \| Jasper Stuyven \| Belgien \| Trek-Segafredo \| + 0 s \| \| 8. \| Marko Kump \| Slowenien \| UAE Team Emirates \| + 0 s \| \| 9. \| Nacer Bouhanni \| Frankreich \| Cofidis, Solutions Crédits \| + 0 s \| \| 10. \| Rudy Barbier \| Frankreich \| AG2R La Mondiale \| + 0 s \| \| 11. \| Sam Bennett \| Irland \| Bora-Hansgrohe \| + 0 s \| \| 12. \| Jempy Drucker \| Luxemburg \| BMC Racing Team \| + 0 s \| \| 13. \| Rick Zabel \| Deutschland \| Katusha-Alpecin \| + 0 s \| \| 14. \| Niccolò Bonifazio \| Italien \| Bahrain-Merida \| + 0 s \| \| 15. \| Heinrich Haussler \| Australien \| Bahrain-Merida \| + 0 s \| \| 16. \| Roberto Ferrari \| Italien \| UAE Team Emirates \| + 0 s \| \| 17. \| Simone Consonni \| Italien \| UAE Team Emirates \| + 0 s \| \| 18. \| Ruslan Tleubajew \| Kasachstan \| Astana \| + 0 s \| \| 19. \| Reinardt Janse van Rensburg \| Südarfika \| Dimension Data \| + 0 s \| \| 20. \| Quentin Jauregui \| Frankreich \| AG2R La Mondiale \| + 0 s \| |                             |             |                            |                 |
| |                             |             |                            |                 |
| Quelle: ProCyclingStats |                             |             |                            |                 |
| Gesamtwertung |                             |             |                            |                 |
| Fahrer | Fahrer                      | Land        | Team                       | Zeit            |
| 1. | Elia Viviani                | Italien     | Team Sky                   | 5 h 15 min 51 s |
| 2. | Arnaud Démare               | Frankreich  | FDJ                        | + 0 s           |
| 3. | Dylan Groenewegen           | Niederlande | LottoNL-Jumbo              | + 0 s           |
| 4. | Alexander Kristoff          | Norwegen    | Katusha-Alpecin            | + 0 s           |
| 5. | André Greipel               | Deutschland | Lotto-Soudal               | + 0 s           |
| 6. | Maximiliano Richeze         | Argentinien | Quick-Step Floors          | + 0 s           |
| 7. | Jasper Stuyven              | Belgien     | Trek-Segafredo             | + 0 s           |
| 8. | Marko Kump                  | Slowenien   | UAE Team Emirates          | + 0 s           |
| 9. | Nacer Bouhanni              | Frankreich  | Cofidis, Solutions Crédits | + 0 s           |
| 10. | Rudy Barbier                | Frankreich  | AG2R La Mondiale           | + 0 s           |
| 11. | Sam Bennett                 | Irland      | Bora-Hansgrohe             | + 0 s           |
| 12. | Jempy Drucker               | Luxemburg   | BMC Racing Team            | + 0 s           |
| 13. | Rick Zabel                  | Deutschland | Katusha-Alpecin            | + 0 s           |
| 14. | Niccolò Bonifazio           | Italien     | Bahrain-Merida             | + 0 s           |
| 15. | Heinrich Haussler           | Australien  | Bahrain-Merida             | + 0 s           |
| 16. | Roberto Ferrari             | Italien     | UAE Team Emirates          | + 0 s           |
| 17. | Simone Consonni             | Italien     | UAE Team Emirates          | + 0 s           |
| 18. | Ruslan Tleubajew            | Kasachstan  | Astana                     | + 0 s           |
| 19. | Reinardt Janse van Rensburg | Südarfika   | Dimension Data             | + 0 s           |
| 20. | Quentin Jauregui            | Frankreich  | AG2R La Mondiale           | + 0 s           |